# Depresija (ekonomija)
Depresija je po definiciji ekonomska situacija u kojoj dolazi do većeg ekonomskog pada, odnosno pada BDPa neke države većeg od 10 posto ili produžena recesija koja traje duže od 2 godine.